# Osinowskij (obwód saratowski)
Osinowskij (ros. Осиновский) – osiedle w Rosji, w obwodzie saratowskim, w rejonie marksowskim. W 2010 liczyło 1177 mieszkańców.